# Móder József
Móder József, Jozef Móder (Tardoskedd, 1947. szeptember 19. –) 17-szeres csehszlovák válogatott, Európa-bajnok, magyar nemzetiségű szlovák labdarúgó, középpályás. Testvére Móder László (1945–2006) labdarúgó.

## Pályafutása

### Klubcsapatban
1966-ban az Inter Bratislava csapatában kezdte a labdarúgást. 1967 és 1983 között, két-két idényt kivéve a Lokomotíva Košice csapatában szerepelt. 1971 és 1973 között a Dukla Praha, 1980 és 1982 között az osztrák Grazer AK csapatában játszott.

### A válogatottban
1972 és 1977 között 17 alkalommal szerepelt a csehszlovák válogatottban és három gólt szerzett. Tagja volt az 1976-os jugoszláviai Európa-bajnokságon aranyérmet szerzett csapatnak.

## Sikerei, díjai
- Európa-bajnokság
  - aranyérmes: 1976, Jugoszlávia
- Csehszlovák kupa
  - győztes: 1977, 1979
- Osztrák kupa
  - győztes: 1981